# Eerste Petroleumhaven
De Eerste Petroleumhaven - tot 21 april 1942 Petroleumhaven genoemd - is een vooroorlogse haven in Rotterdam-Pernis. De Eerste Petroleumhaven is gegraven tussen 1929 en 1933 en ontworpen voor de aanvoer van aardolie voor de raffinaderij van Koninklijke Olie (Shell). Shell was gestart aan de Sluisjesdijk in het Waalhaven-gebied. Dit terrein moest echter na 1935 (einde huurcontract 31 december 1935) in verband met een andere bestemming worden ontruimd; bovendien was het te klein geworden.
De oppervlakte van Shell Pernis is tegenwoordig ruim 400 hectare. De aanvoer van aardolie vindt tegenwoordig niet in de Eerste Petroleumhaven plaats, maar in Europoort en op de Maasvlakte. De aanvoer van ruwe olie naar Pernis gaat met pijpleidingen.